# George Stewardson Brady

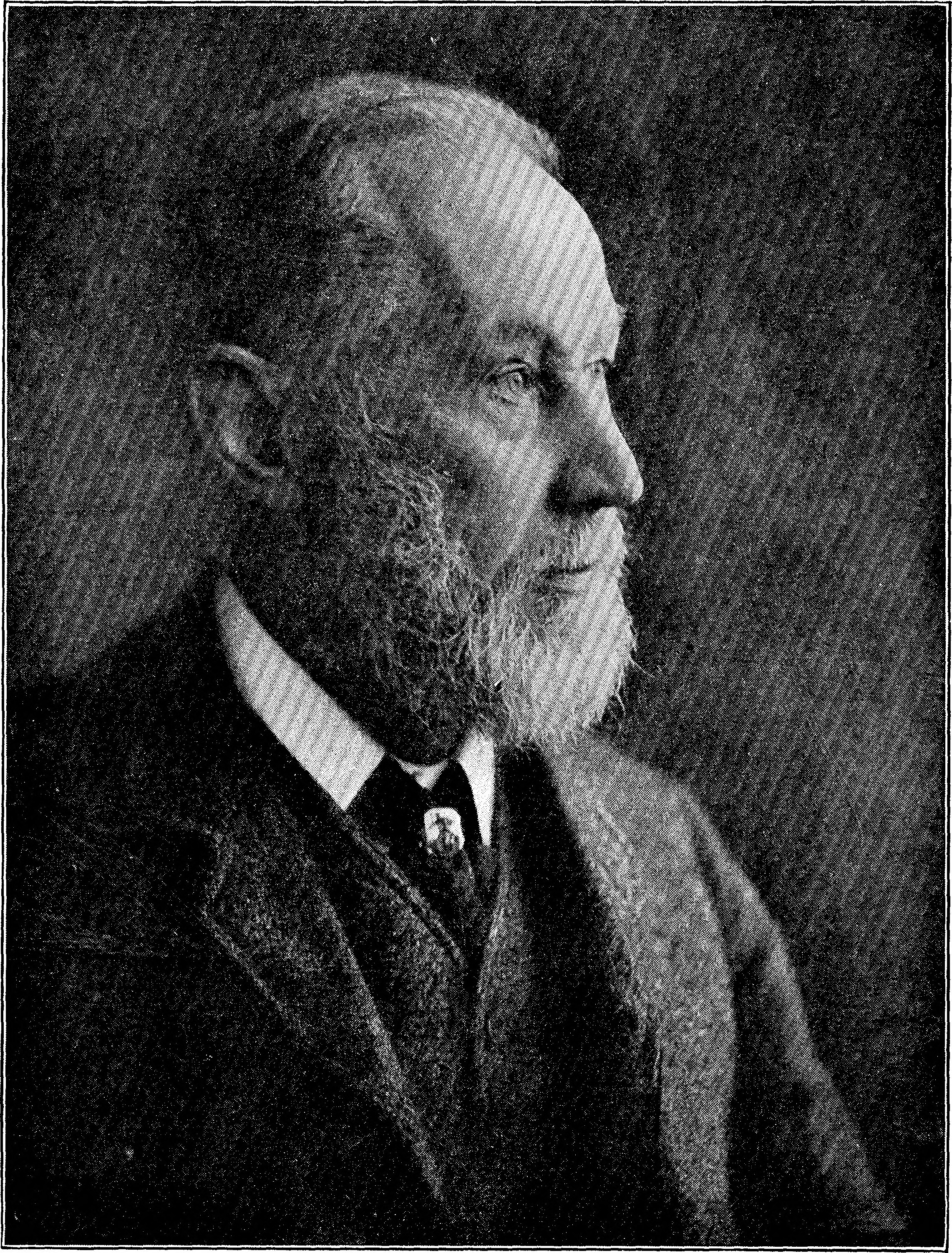
George Stewardson Brady

George Stewardson Brady (18 april 1832 – 25 december 1921) was een Brits hoogleraar in de natuurlijke historie aan het Hancock Museum in Newcastle upon Tyne. Hij heeft een belangrijke bijdrage geleverd aan het beschrijven van eenoogkreeftjes (Copepoda) en mosselkreeftjes (Ostracoda), waaronder die van de Challenger-expeditie.